# Рюмпель
Рюмпель (нім. Rümpel) — громада в Німеччині, розташована в землі Шлезвіг-Гольштейн. Входить до складу району Штормарн. Складова частина об'єднання громад Бад-Ольдесло-Ланд.
Площа — 15,90 км2. Населення становить 1301 ос. (станом на 31 грудня 2020).

## Галерея

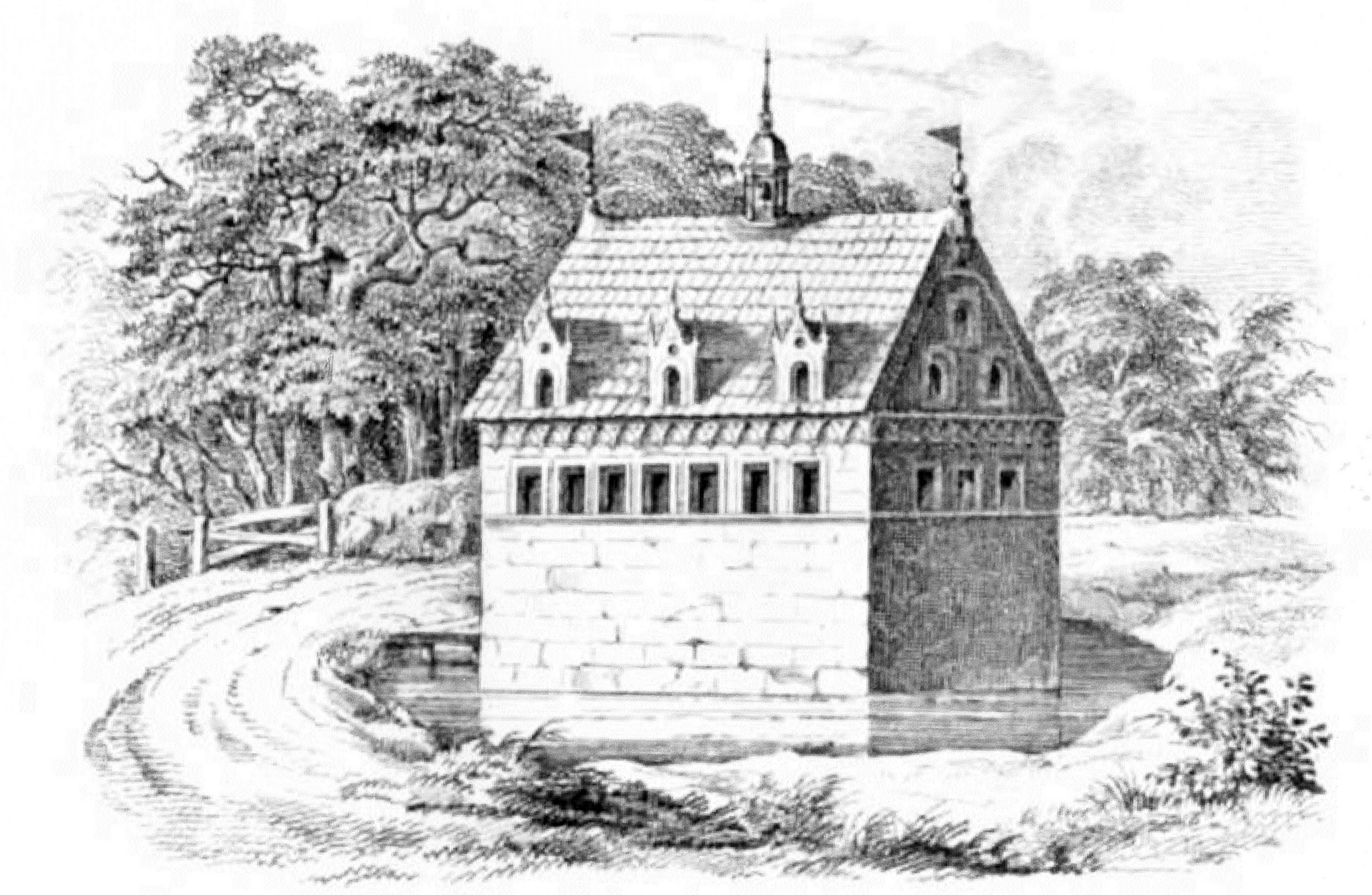